# Tempête Football Club
 (avril 2024).
 (avril 2024).
La mise en forme du texte ne suit pas les recommandations de Wikipédia : il faut le « wikifier ».
Les points d'amélioration suivants sont les cas les plus fréquents. Le détail des points à revoir est peut-être précisé sur la page de discussion.
- Les titres sont pré-formatés par le logiciel. Ils ne sont ni en capitales, ni en gras.
- Le texte ne doit pas être écrit en capitales (les noms de famille non plus), ni en gras, ni en italique, ni en « petit »…
- Le gras n'est utilisé que pour surligner le titre de l'article dans l'introduction, une seule fois.
- L'italique est rarement utilisé : mots en langue étrangère, titres d'œuvres, noms de bateaux, etc.
- Les citations ne sont pas en italique mais en corps de texte normal. Elles sont entourées par des guillemets français : « et ».
- Les listes à puces sont à éviter, des paragraphes rédigés étant largement préférés. Les tableaux sont à réserver à la présentation de données structurées (résultats, etc.).
- Les appels de note de bas de page (petits chiffres en exposant, introduits par l'outil «  Source ») sont à placer entre la fin de phrase et le point final[comme ça].
- Les liens internes (vers d'autres articles de Wikipédia) sont à choisir avec parcimonie. Créez des liens vers des articles approfondissant le sujet. Les termes génériques sans rapport avec le sujet sont à éviter, ainsi que les répétitions de liens vers un même terme.
- Les liens externes sont à placer uniquement dans une section « Liens externes », à la fin de l'article. Ces liens sont à choisir avec parcimonie suivant les règles définies. Si un lien sert de source à l'article, son insertion dans le texte est à faire par les notes de bas de page.
- La présentation des références doit suivre les conventions bibliographiques. Il est recommandé d'utiliser les modèles {{Ouvrage}}, {{Chapitre}}, {{Article}}, {{Lien web}} et/ou {{Bibliographie}}. Le mode d'édition visuel peut mettre en forme automatiquement les références.
- Insérer une infobox (cadre d'informations à droite) n'est pas obligatoire pour parachever la mise en page.

Pour une aide détaillée, merci de consulter Aide:Wikification.
Si vous pensez que ces points ont été résolus, vous pouvez retirer ce bandeau et améliorer la mise en forme d'un autre article.
 (avril 2024).
Pour les articles homonymes, voir Tempête (homonymie).
Le Tempête Football Club est un club de football haïtien basé à Saint-Marc. Les matchs à domicile se jouent sur le terrain du Parc Levelt. La devise du club est "Pour le prestige et l'honneur". 

## Effectif saison 22/23
Taille de l'effectif : 17 joueurs. 
Gardien de but : Willemson Augustin

## Histoire

### Fondation et première génération du club
Le Boulevard de la liberté et ses quartiers périphériques ont donné naissance au Tempête F.C durant l’été de l’année 1970. Imbattables dans les rencontres de quartiers, les jeunes garçons dont l’équipe portait le nom du « Boulevard de la Liberté » tous les après- midi attiraient l’attention des habitants de la zone et du voisinage ainsi que les passants émerveillés par leur maîtrise du ballon en « caoutchouc » et leur talent vraiment incroyable.
Leur tout premier ballon en cuir avait été acheté par Alix Alténor « Zouboute » au cours de l’année scolaire à Lalue (Port-au-Prince) entre les mains de l'ex international René Argélus surnommé René Bendaw. Les formations les plus en vue de l’époque : Téméraires A.C dernière apparition (1962 1970), Normandie A.C (dernière apparition), Sirène F.C (équipe de Michel Batrony) Tirailleurs de la cité Verna.
Du matin au soir le ballon était la seule préoccupation des jeunes footballeurs du Boulevard de la liberté sous le chaud soleil des tropiques. Leur passion était communicative : Frantz Innocent, Edouard Ducasse, Mc Yves Daméus (Tagodo), Zouboute, Will Thélot, Ducarmel Occenac, le fameux Reynold Joseph, Paul Maxi, Jean Robert Louiné surnommé Jean Bruce, Wilner Etienne, Kay Koulé, Jacques Etienne, Antoine Pélissier (décédé) le Benjamin de l’équipe, Frantz Saint-Fleur (décédé), Astrel Exil, Roro Germain, trois vétérans apportèrent leur expérience au groupe : Fito King , Jacques Hyacinthe (décédé) et Jacques Michaud (décédé) premier entraîneur du Tempête F.C. Dans le quartier ils avaient le support inconditionnel du maire Emmanus Frédéric (décédé) et d’autres riverains tels que : Mérantine Dieujuste une liancourtoise dont sa maison servait de siège au TFC au carrefour de Pivert , Luc Joseph (décédé), Sylvio Hyacinthe (décédé), Maxo Pascal (décédé), Tony Alténor, Louis Céphacile (décédé), Julienne Jean « Madan Mérand » la marraine de l’équipe vivant actuellement aux USA , Henri Philogène (décédé), Joseph Germain (décédé) Maurice Desrivières (décédé), Bayard Vincent (décédé), Roxane Jean (décédé), la mère de Julienne, les Dieujuste, Me Sidieu Désormeau, les Innocent, la famille Cadet, les Léandre, Chavannes Adé, Sonson Lambert (décédé), Député Arnoux Louis-Jeune (décédé), Noé Désinor, Gerty Rigaud, les Cardial, les Saint Preux, Ginette Exumé sans oublier le rôle prépondérant du masseur Tony Séjour.

### D’où vient le nom du club?
Par un après-midi d’orage, la partie de football fut gâchée par une forte averse qui transformait le Boulevard en un véritable torrent, footballeurs et spectateurs prenaient refuge sous l’acajou géant qui faisait office de reposoir et de lieu de réunion. À moitié trempés tous ceux qui y étaient se donnaient à cœur joie de ce que serait l’issue du match perturbé, quand sous l’effet de la bourrasque une branche craqua et tomba sans faire de dégâts pendant que le tonnerre gronda furieusement. Une demoiselle voisine de la maison de Monsieur et madame Luc Joseph répondant au nom de Myrlande Léandre fit allusion à une tempête tant que les vents étaient violents. Cette remarque attira l’attention de tous ceux qui étaient présents, de vives discussions s’ensuivirent et on décida de trouver un nom pour l’équipe. Sous l’orage le débat était houleux, certains optaient pour Cyclone, Typhon, Ouragan, d’autres pour Titans, A.S Boulevard etc. Arrivait un moment ou un des riverains fit valoir un point de vue qui allait avoir son pesant d’or sur la décision finale « Les éclairs qui ont jailli, les vents qui ont soufflé, la branche d’arbre qui est tombée, l’eau qui coule à flots, ces faits doivent être perçus comme un message, notre équipe c’est une véritable tempête ». La suggestion de Myrlande Léandre a été retenue et c’est ainsi qu’a pris naissance Tempête Football Club. Le Bleu et Blanc ont été choisis comme couleurs officielles alors que la date de fondation fut fixée au 3 juillet et enfin au 5 juillet 1970 pour éviter toute similitude avec l’anniversaire du président d'alors Jean Claude Duvalier. 
À signaler que dès le départ le Tempête FC fut voué à Notre Dame, Patronne d’Haïti par le curé de l’époque, le révérend père Joseph Saget.
Première formation du Tempête FC :
Les Titulaires : Paul Maxi (GK), Frantz Innocent, Will Thélot, Jacques Michaud, Jacques Etienne, Mc Yves Daméus, Fito King, Reynold Joseph, Frantz St Fleur, Alix Alténor et Jean Robert Louiné.
Réservistes : Lionel Pélissier (GK), Astrel Exil, Ducarmel Occénac, Jacques Etienne, Roro Germain, Antoine Pélissier, Jacques Hyacinthe.
Coach : Jacques Michaud
Masseur : Tony Séjour
1er Pdt : André Laguerre
1er secrétaire Général : Edouard Dorsainvil

### Découverte d’une équipe de rêve
Notons pour sa première participation au championnat local qui se jouait à l’époque en été, le Tempête FC créa la sensation avec son jeu léché fait de passes courtes et de combinaisons et des buts spectaculaires. Supporté par un public passionné et chauvin venu du centre-ville, du boulevard, bwa koton, la Scierie, Ti Bwa, Dèyè Teren, Pivert, le Tempête F.C ne tarda pas à devenir le club phare de Saint-Marc en mettant fin à plus d’une décennie de règne du Normandie F.C de la rue Louverture. Mené par 1 (un) but à zéro, but de Jean Jean Martelly à treize (13) minutes de la fin du match, la bande à André Laguerre premier président du club, se surpassa en marquant trois (3) buts coup sur coup contre Normandie SC de la Rue louverture avec les Tchaly et Wilson Eugène, Jean C Nicolas, le Gk Emmanuel Saget, Fanfan Pierre Louis. Ce qui provoqua la descente dans les rues des centaines de sympathisants à grand renfort de klaxon et de tambours, dans une ambiance de carnaval improvisé, fait inhabituel sous le régime de François Duvalier. Une légende était née dans le football Saint-Marcois. 
En 1971 le stratège Eric Cadet footballeur hors pair d’une technique supérieure quitta Normandie F.C pour rejoindre les rangs du Tempête F.C Deux ans plus tard avec l’arrivée du grand buteur du moment, nous parlons de Gérald Bazile venu de Colombes ainsi que ses compères Marcel Florestal, les frères Dénéus, Kernizan (décédé) et Joe considéré comme le meilleur libéro Saint-Marcois, et de l’homme des situations difficiles Frantz Filippi venu du club des Tirailleurs de Pivert, le Tempête F.C devint vraiment irrésistible en témoigne la présence en 1975 dans l’interrégional de dix titulaires au sein de la sélection Saint-Marcoise de football (USSSM).

### Tempête FC frappé d’interdiction
Après avoir remporté le championnat de l USSSM en 1974, Tempête FC fut invité à disputer un match amical par le père Jacques Djebbels d’origine hollandaise de la congrégation des Salésiens, contre le Don Bosco de Petion-ville au parc Ste Thérèse.
Sur les lieux le jour du match, une patrouille du corps des léopards-FADH attendait la délégation du club saint-marcois en vue d’exiger qu’elle rebrousse chemin ipso facto.
Revenu au bercail, le TFC fut informe par les autorités politiques et sportives de la ville de l’époque, le préfet Marcel Fièvre et le Président de l’USSSM Émile Guillaume que Tempête FC est sous sanction et est interdit de fonctionnement jusqu’à nouvel ordre pour ne les avoir mis au courant du déplacement de l’équipe
À l’annonce du championnat local en 1975 le Tempête FC brillait par son absence. Une compétition qui n’arrivait pas son terme du fait du son lancement par la FHF de l’inter régional réunissant les villes et les bourgs du pays.
Aucun des joueurs du club sanctionne ne fut appelé au sein de la sélection saint-marcoise qui se préparait pour l’inter régional. La double confrontation amicale entre l’équipe représentative de Saint Marc et le Corps des Léopards fut une catastrophe, le premier match se solda par une nette victoire des Léopards sur le score de 2 buts à zéro, œuvres de Serge Mathurin et de Pierre Martin. La seconde rencontre se termina 1 but partout, Pierre Martin ouvrit le score pour les visiteurs, égalisation de Ti djo pour les locaux. Deux contreperformances qui poussèrent les autorités communales et l USSSM à reconsidérer le cas du Tempête FC. L’interdiction fut levée sans explication et 15 joueurs du TFC furent convoqués à l’entrainement sous la houlette du mythique Coach Roland Lacossade.
Pour l’ouverture de l’inter régional 1re édition au stade Sylvio Cator en présence du Président Jean Claude Duvalier, de son gouvernement et du haut état-major des FADH ; un match de gala fut organisé par la FHF avec faste devant 25.000 spectateurs, mettant aux prises Saint Marc et Jérémie. En la circonstance, la sélection de l USSSM pulvérisera son adversaire sur le score de 5 buts à 1 avec 10 joueurs du Tempête FC sur la pelouse du stade national en démonstration. Hat trick de Gerald Bazile, un but de Reynold Joseph…………………Le seul but Jérémien a été inscrit par Erick Saint Fleur, l’un des piliers de la sélection Jérémienne de football à l’époque avec Pierre Richard Legagneur, Bonera Moise, Maurice Chery.
Au lendemain de la rencontre, dans l’émission sportive du matin de radio métropole, le fameux football analyste et chroniqueur sportif Jean Claude Sanon consacra tout son temps d’antenne au match de gala et n’hésita pas à comparer la selection saint marcoise de football a la selecao bresilienne de 1970

### Yves Elien rejoint Tempête FC
Yves Elien valeur sure du football local retrouva le Tempête FC en 1976 comme entraîneur joueur, ce qui apporta une grande sérénité à la formation du TFC. Signalons que le premier transfert d’un joueur du Baltimore SC Edwine Clorestin alias Dan Vadis vers Tempête FC, le club rival, n’a couté que 5 pauvres gourdes.
En 1977 Mesguer Morisset fit un bref passage au Tempête FC, la robustesse de ce joueur ainsi que son timing ont donné des regrets aux fanatiques après son départ. Le grand espoir de l’attaque Huggins Mc Guffie quitta trop tôt le pays pour les Etats-Unis. N’oublions pas les frères Saint Preux et le virevoltant median Kelly Vilsaint, Edwige Florestin Klibè, Georges Céphacile, Frantz Pierre Gwo Toyinn bon relanceur et qui ne faisait pas dans la dentelle, tous des footballeurs d’exception.
Quant à Claudy Jean Baptiste, ancien joueur et ex président du Bsc, il a fait ses débuts au Tempête FC en 1974, sous l’insistance de son oncle philanthrope et grand sportif Me Myrbel Jean Baptiste. Claudy Jean Baptiste a disputé le derby saint-marcois dans les rangs du Tempête FC contre le Baltimore. Score nul et vierge qui a permis au TFC de remporter le championnat de l’USSSM.

### Vers le championnat national des clubs champions et la CONCACAF
Quant à la fin des années 70 d’autres joueurs mirent fin à leur carrière ou quittèrent eux aussi le pays pour d’autres cieux plus cléments, le club Bleu et Blanc prit huit bonnes années pour voir éclore une autre génération porteuse d’espoir : Patrick Cadet, Weiner Mortel, Eddy Doréma, Bernadin Passé, Sergo Hyacinthe, Miradieu Exantus, Rony Saint-Fleur, Ethéart Austin (décédé), Frantz Valcin entraîneur du club en 1992 et président en 1999, Antoine Pierre Louis, Joseph Occélus, Schefferd Berlus, Harry Louis (le sénateur), Frantz Suprême, Jeanel Fils-Aimé ,Jean Charles Daniel , Ronald Génescard, Harry Picauld, Hervé Flambert, Ellestin, Clément Louis, Conrad Destin…
Il faut dire qu’avant 1988, les clubs de la province comme le Tempête FC n’avaient que le championnat communal et de petits tournois sur invitation à disputer.
Le Championnat national a vu le jour à la suite de la réunion organisée à Saint Marc au Scorpio Bar de Alix Miot à la rue Louverture en mai 1987 ou 42 ligues communales sur les 44 affiliées à la FHF et délégués des clubs venus de toutes les régions du pays ont signé un manifeste la DECLARATION DE SAINT MARC réclamant l’organisation des championnats nationaux sous l’égide de nouveaux statuts fédéraux. Ce qui a débouché sur l’élection du Dr Celestin à la tête de la fédération haïtienne de football et la 1ere édition du championnat national : championnat des clubs champions de ligues communales.
Cette génération du Tempête F.C survola le championnat des clubs champions d’Haïti en 1988 et termina vice-championne nationale ce qui lui ouvrit les portes de la Concacaf des clubs. Kelly Visaint fut prêté au club bleu et blanc par le Victory S.C alors que Marc Georges Joubert fut transféré au club Saint-Marcois par le Racing Club Haïtien. 
Après la défaite en finale de la première édition du championnat national face à l’Aigle Rouge des Gonaïves au stade Sylvio Cator 1-0 but de Jean Marie Dorcelly Safari en 1988 et l’élimination du TFC en concacaf des clubs en 1989 face au Racing de Rivière Pilote de la Martinique 0-0 à Lamentin, 2-2 au parc Levelt 4/3 aux tab La déception fut grande chez les fans.
La première journée du championnat national en 1990 présentait l’alléchante affiche au parc Levelt, Tempête de Saint-Marc – Aigle Rouge des Gonaïves.
Étincelant, Evens Moriisette faisait mordre la poussière à la défense gonaïvienne, il réalisa 3 buts de toute beauté dont 2 de la tête, un hat-trick. Le match se termina sur le score de 4 à 0 à la grande satisfaction du public saint-marcois
Par la suite, Evens Morissete marqua d’autres buts pour son club en championnat national sans toutefois répondre aux grandes attentes du public qui lui reconnaissait un grand talent de buteur. Franchement, il pouvait faire beaucoup mieux, n’était ce son penchant naturel pour le plaisir.
Evens Morisette est passé comme une comète.
Devenu le club le plus populaire de la province avec (l’ASC), Le Tempête F.C surnommé Belkolonn joua et remporta plusieurs tournois et pas des moindres sur les principaux terrains du pays : Stade Sylvio Cator, Parc Saint-Victor, Parc Levelt, Parc Gérard Christophe, Parc Edouard Baker etc. En priorisant une politique de jeunes, le mixage entre les rescapés des années 80 comme : Harry Louis, Weiner Mortel, Jean Charles Daniel, Joseph Occélus le renard des surfaces et la nouvelle vague composée de Junior Météllus, Claudy Donatien, Jude Désinor, Paulson Valcin (Cubillas) la terreur des défenseurs, Guernelles Augustin (Bob), Garry Beauvil, Bayard Vincent, Pharnel Armand, Widmarck Pierre, André Mortel, Murat Victor dit Abou, n’attendaient pas longtemps pour monter sur le toit du football national.

### Premier titre national
1/4 de finale du championnat national en 1992 
Match aller au parc Levelt
Tempête FC-RCH 2-0
2 Buts de PaulsonValcin
Match retour
RCH - Tempête FC 2-1
But du TFC Junior Métellus
1/2 Finales
Tempête FC - Violette 2-0
Buts Jude Désinor -André Mortel
Match retour.
RCH - Tempête FC 2-1
But du TFC : B. Bayard Vincent.
C’est au terme de la double confrontation contre le Racing FC des Gonaïves de Miguel Saint-Jean, Douglass Blanchard et compagnie que Tempête FC après une bataille acharnée remporta en 1992 son premier trophée national. Match aller (0-0) au Parc Vincent des Gonaïves, match retour (2-1) au Parc Levelt de Saint-Marc. Les deux buts du Tempête FC étaient l’œuvre de Paulson Valcin sur pénalty, le but gonaïvien a été marque par Ernst Rosememé.
La formation du TFC qui débuta la finale :
Gk : Guerlens Dorcent
Def : Amiot Exantus-Guernelles Augustin-Weiner Mortel-Claudy Donatien
Demis : Ronald Genescar-Garry Beauvil-André Mortel-Raoul junior Métellus.
Attaque : Bayard B Vincent- Paulson Valcim.
En cette année (1992) le Tempête FC remporta la super coupe d’Haïti, une compétition qui mettait aux prises le champion national de première division au champion de deuxième division (Tempête F.C vs Don Bosco), 3- 2, 2 buts de Bayard B Vincent, un de Paulson Valcin , Isaac Chauvet a quant à lui inscrit les deux buts pétionvillois au stade national. Le match retour s’est soldé par 0-0 au Parc Levelt.
Deuxième qualification du T.F.C pour la CONCACAF des Clubs, les Saint-Marcois avec une très forte équipe étaient fin prêts en ce mois de Mars 1993 quand la FIFA pour des raisons politiques interdisait toute participation haïtienne à une compétition internationale. Haïti était sous embargo.

### Paulson Valcin alias Cubillas, le buteur légendaire
Découvert dans les championnats interscolaires et les championnats d’été dans la catégorie cadette au début des années 80 au sein de Las Palmas des Frères Cadet et du Lycée Stenio Vincent.
Cubillas a marqué le football saint-marcois et toutes les compétitions auxquelles il a participé notamment le championnat régulier de la ligue de Saint Marc, le championnat national scolaire, le championnat national de 1ère division, l’inter régional, le championnat des clubs de la Concacaf.
Danger permanent pour tous les défenseurs du pays et autres, Paulson Valcin est connu sur tout le territoire national pour ses buts et son efficacité dans les situations les plus difficiles. Craint et respecté par tous les gardiens dans les face à face. Ses tirs puissants laissaient pantois les goalkeepers comme le but de toute beauté et en force marque contre le Racing de Rivière Pilote ou celui réalisé au parc Vincent des Gonaïves face au fameux gardien.

### Douze années de disette
Des joueurs comme Jean Robert Servius, Douglass Blanchard, Miguel Saint Jean ont eu un bref passage au sein du TFC. En 1998 et 1999, les milliers de fans du TFC nourrissaient beaucoup d’espoir sur la « légion étrangère » composée de joueurs venus de diverses régions du pays, Port-au-Prince, Port-de-Paix, Cap Haïtien, Petite Rivière de l’Artibonite, Gonaïves, dont les plus représentatifs : Ansy Lafaite, Louis Mercidieu alias Gwo Toutou, Jérémie Jean Jacques, Lorquet, Vaudré, alliés au locaux Roberto Philogène, John Steeve Hyacinthe, Passione Pierre-Gilles, Amiot Exantus, Erno Batraville, Wilno Saint Juste, Hugens Toussaint épataient le public à l’inter-saison avec dix (10) victoires et deux (2) nuls. Malheureusement en compétition officielle les fruits n’ont pas tenu la promesse des fleurs.
Le Tempête F.C courait à la recherche d’un nouveau titre national avec une nouvelle génération de footballeurs venant pour la plupart de la section juvénile, il échouait à toutes les tentatives de remporter ce titre majeur de 1998 à 2004 : Wilno Saint-Juste, Zico Onias, Jacques Steeve Hyacinthe, Roberto Philogéne, Ansy Lafaite ( transfuge du R.C.H ), Allens Myrtil , Herno Batraville, Giovany Céraphin, Gué Guivemy, Boussiquot Saint Louis, Jossy Armand, Kemly et Tompson Amius, Jean Jaurel Nelson (transfuge du Carioca), Patrick Mertilus ex-international (transfuge du R.C.H), Gérald Benjamin, Peter Marc Van Bosteev Jeanty, Shiller Lormejuste. 
La grandeur d’une équipe ne réside pas seulement à occuper les premiers rangs mais aussi dans sa capacité à se maintenir en division supérieure. Durant quatre saisons consécutives 1999,2000, 2001, 2002, le Tempête F.C se trouva menacé de relégation en deuxième division, mais poussés par des milliers de supporteurs zélés, les joueurs trouvèrent toujours les ressources nécessaires pour éviter la descente aux enfers. 
Pour la saison 2002-2003, invaincu à domicile le Tempête F.C occupa à plusieurs reprises la tête du championnat national d’ouverture et de fermeture. D’aucuns croyaient après avoir remporté le derby local à deux reprises que le deuxième titre national n’était pas loin. Négociant mal les matches à l’extérieur, arrêts répétés de la compétition, instabilité politique du pays, ces facteurs ont contribué à détourner l’équipe de l’objectif visé. Souvent victime de sa trop grande popularité, le Tempête F.C avait besoin d’évoluer dans une ambiance plus sereine et l’union sacrée de ses fils pour un retour en force sur la scène nationale. 

### Tempête FC revient en force en compétitions nationales
La saison 2003 – 2004 ne s’étant pas disputer, on misait fort sur 2004 – 2005 qui malheureusement n’a pas abouti aux résultats escomptés. La saison 2005-2006 annonça le début d’une nouvelle ère pour le club Bèlkolonn, le TFC dirigé par Léonor Exantus remporta au stade national le premier novembre la coupe d’Haïti ou de la Primature aux dépens de l’ASM pour le grand bonheur de ses milliers de fans qui croyaient fermement au réveil définitif de leur club favori, mais en championnat la réalité était tout autre.
Pour 2006-2007, le TFC de Saint-Marc espérait faire mieux en jetant les bases nécessaires en vue de combler les attentes de toute une population toujours très proche de leur club fétiche, le Tempête football club de Saint-Marc.
On sentait venir la victoire tant attendue quand en décembre 2007, la formation Belkolonn emmenée par son président, l’ingénieur Jean Alix Nézivar remporta aux dépens du Zénith du Cap Haïtien comme signe annonciateur la coupe Digicel dans une finale dominée de la tête et des épaules par le populaire club saint-marcois (3-0), bénéficiant des retombées du recrutement des meilleurs joueurs du championnat national alliés aux locaux. D’ailleurs le TFC va remporter plusieurs titres majeurs.
Le Tempête humilie l’ASCAR pour s’emparer de son 2ème titre national du tournoi d’ouverture de la saison 2008 du championnat Digicel de D1 alors que ses poursuivants immédiats, le Baltimore a été battu (1-2) par l’Aigle Noir au Stade Sylvio Cator pour finir (3e) et l’ASM n’a pu faire mieux que match nul (1-1) contre le Victory pour ravir la seconde place.
Le Tempête, invaincu depuis dix-neuf matches en compétition officielle. Le Valencia tombeur (1-0) du Racing FC rejoint le Cavaly à la septième place avec (18 points) et la ville du Cap-Haïtien aura été la grande déception de cette compétition puisque ses trois équipes occupaient trois des quatre dernières places du championnat Digicel après cette dernière journée et ce malgré la victoire de l’ASC face au Violette (2-0) et le nul (0-0) de la Jeunesse Sportive Capoise (0-0) contre le Don Bosco de Petion-Ville.
En décembre 2008, Le Tempête FC remporta le trophée des champions en écrasant, le Racing des Gonaïves vainqueur du tournoi de fermeture par 3 buts à 1 dans un parc Levelt tout acquis à sa cause.
En mars 2008, le Tempête FC fit un comeback dans la concacaf des clubs, atteignant cette fois-ci les ½ finales de l’union caribéenne de football, ratant de peu une qualification historique pour la ligue des champions de la Concacaf.
Et comme jamais deux sans trois, l’année 2009 apporta joie et Bonheur aux millions de Tempétistes éparpillés partout sur la planète, sur les quatre compétitions officielles organisées par la Fédération haïtienne de football, le club phare de Saint-Marc remporta son troisième titre national et la finale des champions au stade national aux dépens du Racing Club haïtien battu par 3 buts à 1.
Les champions ont pour noms : Jean Garry Guillaume-Tony Valsaint-Roberto Philogéne-Alexis Gédéon-Duverger Mckendy -Yves Oréus- Patrick Therméus-Peter Marc Van Bosteev Jeanty- Chedlin Francoeur-Grégory Grand Pierre-Vaniel Sirin-Charles Hérold Junior-Gérald Benjamin-Allens Dauphiné-Wilno Saint Juste-Paul Elie-Louis Junior-Samuel Desroche-Paul Valdano-Belfort Kervens Fils-Tomson Amius-Elifène Cadet-Camille Fredler-Joseph Wolf Edson- Kemly Amius-Wismick Germinor.
On ne s’y attendait pas, le Tempête FC a tout balayé sur son passage à l’’occasion de la série d’ouverture 2010 pour gagner haut la main un quatrième titre national. Les vainqueurs ont pour noms cette fois-ci :
Jean Garry Guillaume-Tony Valsaint-Myson Fénélus-Duverger Mackendy -Yves Oréus- Chedlin Francoeur- Junior Etienne-Grégory Grand Pierre-Vaniel Sirin-Charles Hérold Junior-Gérald Benjamin-Allens Dauphiné-Wilno Saint Juste-Paul Elie-Paul Valdano-Belfort Kervens Fils-Tomson Amius-Shangler Cadet-Camille Fredler-Joseph Wolf Edson- Roubens Kénol-Wismick Germinor-Ernst Jean Ernst-Roberto Philogène-Peter Marc Van Bosteev Jeanty.
Vice-champion de la caraïbe en 2011, on a beaucoup de regrets que cette formation conduite par l’Entraineur Jean Mary Dorceus alias Djaz ne soit pas arrivée au bout de ses rêves pour remporter le championnat caribéen des clubs. Après l’égalisation de Charles Hérold Junior devant Puerto Rico Islanders, la formation Bèkolonn encaissa deux autres buts après l’expulsion du Goal keeper Guery Romondt. Que de remords…
Un cinquième titre national arriva lors de la série de fermeture du championnat national de d1 en 2011. Début 2012, Vainqueur de la 1ère édition de la coupe des grandes Antilles aux dépens de son éternel rival le Baltimore battu 1-0 alors que la formation orange n’avait besoin que d’un match nul
De 2007 à 2011, sous la houlette du Président Alix Nézivar aidé de son fils et Team Manager du Club Christopher Nézivar de regrettée mémoire, Tempête FC remporta 4 titres majeurs avec différents entraineurs : 
Kénel Thomas 2008, 2010
Wilcuins Plaisir 2009
Wilnot Saint Juste 2011. Notons qu’il avait engrangé trois titres en tant que joueur avec le Club en 2008-2009-2010
Une époque faste de l’existence du Club bèlkolonn…. Rappelons qu’en 1992, c’est Frantz Valcin qui avait mené le TFC à la victoire…
En 2018, pour les séries d’ouverture et de fermeture du championnat national, Tempete FC a atteint en ces deux occasions les demi-finales.
Pour cette saison, après un recrutement de choix, le comité exécutif dirigé par l’ingénieur Cherilus Nicolas, les partisans, le Tempete fan club fixent la barre bien plus haut.
À l’approche du cinquantième anniversaire du club, on espère que l’avenir continue à garnir la galerie des trophées du club Belkolonn… Et l’aventure du Tempête FC de Saint-Marc se poursuit.

### La galerie des Présidents
1 André Laguerre
2 Maurice Valbrune
3 Max Supplice
4 Henry Saïeh
5 Willem Wolf
6 Nerva Kénol
7 George Joubert
8 Gaston Jean Baptiste
9 Fritz Pouyès
10 Servius Noël
11 Agr Marc Yves Daméus
12 Carl Henry Rigaud
13 Joseph Occélus
14 Robin Darius
15 Larès Barthelmy
16 Jean Désinor
17 Ing Frantz Valcin
18 Ing Joseph Wilbert Deshommes
19 Mercidieu Larose
20 Patrick Calixte
21 Me Bayard Vincent
22 Léonord Exantus
23 Jean Alix Nézivar
24 Ing Jean Charles Daniel
25 Ing Jean Alix Nézivar
26 Ing Jean Charles Daniel
27 Ing JOSEPH Wilbert DESHOMMES
28 Ing Cherilus Nicolas
29 Nola MARIUS

### Les meilleurs joueurs qui ont marqué l’Histoire du club
- Paul Maxi
- Wilfrid Jean-Baptiste
- Joseph Deneus
- Rony Saint-Fleur
- Frantz Filippi
- Erick Cadet
- Reynold Joseph
- Gerald Bazile
- Frantz Laguerre
- Paulson Valsaint
- Joseph Occelus
- Harry Louis
- Kelly Vilsaint
- Jude Desinord
- Benjamin B Vincent
- Ronald Genescar
- Janel Fils-Aimé
- Junior Métellus
- Claudy Donatien
- Douglass Blanchard
- Lionel Dmeza
- Thompson Amius
- Jean Joel Nelson
- Patrick Mertilus
- Patrick Thermeus
- Wilno St Juste
- Jonas Simeon
- Éliphène Cadet
- Jean Junior Brennus
- Vaniel Sirin
- Charles Hérold Junior
- Kervens Belfort fils
- Paul Elie
- Gregory Grand Pierre Joachim
- Guery Romondt
- Jimmy Ordenat

Le joueur le Plus adulé par le public au cours de son passage au Tempête FC reste et demeure Paulson Valcin le Goleador et recordman du Derby saint marcois avec 9 buts. Il est suivi de Gérald Bazile, Reynold Joseph, Jude Désinor, Benjamin Brierre Vincent, Charles Hérold Junior, Belfort Kervens fils. Mention très spéciale pour Eliphène Cadet « le Lion de la tribu Bèlkolonn ».

## Palmarès
- Championnat d'Haïti (5)
  - Champion : 1993, 2008 (O), 2009 (O), 2010 (O), 2011 (C)

- Coupe d'Haïti (1)
  - Vainqueur : 2005
- Coupe Digicel Super Huit (2) : 2007 et 2012
- Super Champion (4) : 1993, 2008, 2009, 2010